# Castro de las Labradas
El Castro de las Labradas es un yacimiento arqueológico astur de la segunda Edad del Hierro. Se encuentra situado entre los términos municipales de Arrabalde y Villaferrueña, en lo más alto de la sierra de Carpurias, dominando un amplio espacio sobre la vega del río Eria. 

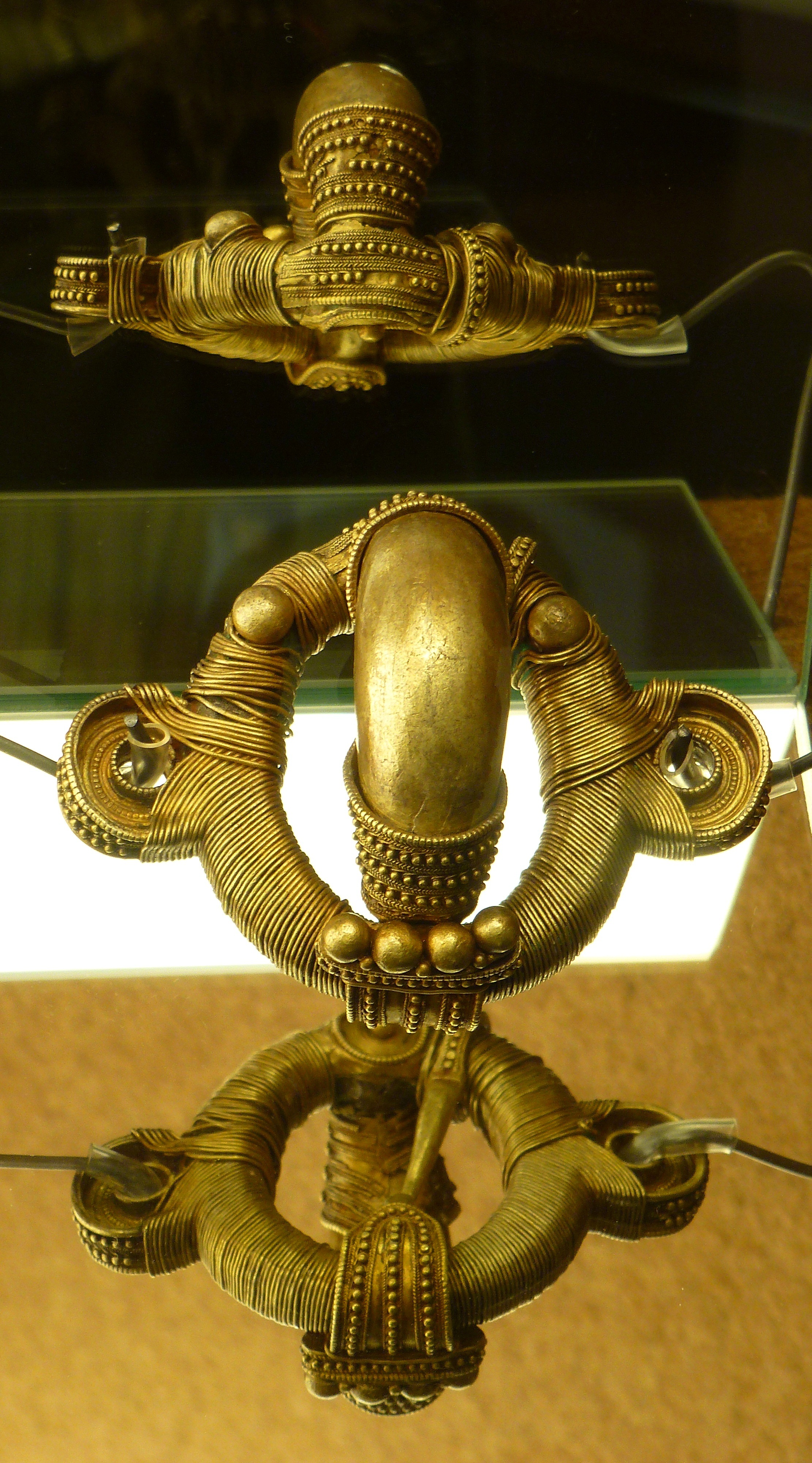
Fíbula anular de oro prerromana perteneciente al primer Tesoro de Arrabalde, hallado en el Castro de las Labradas. Museo de Zamora

Estuvo ocupado desde la Edad del Bronce, pero su momento álgido fue al final de la Edad del Hierro (finales del siglo I a. C.) y durante el periodo romano. En él se hallaron dos tesoros (en 1980 y 1987), y es una importante zona de estudios arqueológicos.
Su singularidad viene dada tanto por lo insólito de sus dimensiones, con un perímetro de 2500 metros y una superficie de 23 hectáreas, como por lo excepcional de sus estructuras defensivas. Aparece perimetrado por varias líneas de muralla que definen dos recintos yuxtapuestos. Una de las puertas de estos recintos ha sido excavada y limpiada, reconociéndose dos bastiones cuadrangulares en sus dos flancos. En el interior se encuentran algunos restos de construcciones domésticas, varias cisternas artificiales, fuentes y áreas de vertedero, además de las ruinas de una ermita medieval. Al exterior, en la ladera meridional, hay evidencias de antiguas excavaciones mineras.